# عصر بی‌گناهی
عصر معصومیت یا عصر بی گناهی (انگلیسی: The Age of Innocence) رمانی از ایدیت وارتون نویسندهٔ آمریکایی است که مشهورترین اثر او به شمار می‌رود. وارتون به خاطر این کتاب جایزهٔ پولیتزر را برد و خود را به عنوان نخستین زنی که برندهٔ جایزهٔ پولیتزر برای داستان شده است، مطرح کرد.

## ترجمه
این کتاب طی سال‌های مختلف دو بار به دست پرتو اشراق و مینو مشیری به فارسی ترجمه شده است.